# Савари, Шарль Жозеф Луи Мари
Шарль Жозеф Луи Мари Савари (фр. Charles Joseph Louis Marie Savary; 1772—1806) — французский военный деятель, полковник (1805 год), участник революционных и наполеоновских войн. Старший брат генерала Рене Савари

## Биография
Предназначенный для церковной карьеры, он стал клерком, постриженным в архиепархию Реймса, а затем стал капелланом Святого Георгия за стенами Седана. С началом войны против европейских монархий, Савари оставляет рясу, и вступает на военную службу в звании младшего лейтенанта 83-го пехотного полка 12 марта 1792 года. В кампаниях 1792-93 годов сражался в рядах Центральной и Северной армий. Он был взят в плен при Маршьене 30 октября 1793 года. После обмена пленными вернулся в  Северную армию 7 июля 1794 года. С 1794 по 1795 год в рядах Внутренней армии. 1 августа 1796 года стал адъютантом генерала Каффарелли в Самбро-Маасской армии. 21 ноября 1797 года — адъютант генерала Шинера. 22 октября 1798 года — адъютант генерала Суама. 26 сентября 1800 года возглавил роту 7-й полубригады линейной пехоты. 3 декабря 1800 года был переведён в том же звании в гвардейский полк пеших егерей. 26 октября 1801 года определён в штаб армии, предназначенной для кампании в Сан-Доминго. 21 мая 1802 года был произведён в командиры батальона, и получил от своих сослуживцев прозвище «Аббат». 30 марта 1803 года вернулся во Францию.
29 августа 1803 года возглавил батальон 59-го полка линейной пехоты. 21 сентября 1805 года был произведён в майоры, и назначен заместителем командира 7-го полка линейной пехоты. А 21 декабря того же года стал полковником 14-го полка линейной пехоты. Принимал участие в Прусской и Польской кампаниях 1806 года в составе пехотной дивизии Дежардена 7-го армейского корпуса Великой Армии. Умер в полевом госпитале в Плоцке 24 декабря 1806 года в результате ран, полученных во время переправы через реку Вкра в Колозомбе. Генерал Дежарден сообщил в рапорте, что полковник Савари получил три раны казачьим копьём в сердце на «русском» берегу Вкра. В приходской церкви в Плоцке есть памятная доска из светлого мрамора, поставленная братом убитого полковника генералом Савари и датируемая, вероятно, 1807 годом.

## Воинские звания
- Младший лейтенант (12 марта 1792 года);
- Лейтенант (14 апреля 1793 года);
- Капитан (9 февраля 1798 года);
- Командир батальона (21 мая 1802 года, утверждён 27 мая 1803 года);
- Майор (21 сентября 1805 года);
- Полковник (21 декабря 1805 года).

## Награды
Легионер ордена Почётного легиона (14 июня 1804 года)